# Per Strand Hagenes
Per Strand Hagenes (Sandnes, 10 de julio de 2003) es un ciclista profesional noruego que milita en las filas del conjunto Team Visma | Lease a Bike.

## Trayectoria
Como muchos jóvenes noruegos, Per Strand Hagenes comenzó a practicar deporte con el esquí de fondo, donde compitió hasta 2020. Entre los juniors (menores de 19 años), probó suerte con el ciclismo. Sin competencia previa, se convirtió en campeón de Noruega en ruta y contrarreloj durante su primer año como junior. Durante la temporada 2021, retuvo su título nacional en la carrera de ruta y se ubicó segundo en la contrarreloj. El mismo año, fue el mejor juvenil del calendario internacional, junto a Romain Grégoire y Cian Uijtdebroeks. Ganó la Copa de Naciones One Belt One Road de Hungría y la Junior Peace Race, dos carreras por etapas que cuentan para la Copa de Naciones Junior. En septiembre, ganó la medalla de plata en el Campeonato de Europa Júnior en Ruta, derrotado por Romain Grégoire. Dos semanas más tarde, se tomó la revancha al convertirse en campeón mundial junior de ruta en solitario por delante de Grégoire. Al final de la temporada, terminó tercero en el sprint de la París-Roubaix juniors, ganada por su compatriota Stian Fredheim, lo que le permitió a Noruega ganar fácilmente la clasificación general de la Copa de Naciones Junior.
En 2022 se incorporó al equipo Jumbo-Visma Development, reserva de la formación World Tour Jumbo-Visma. El 3 de abril obtuvo su primer éxito en el calendario Sub-23, durante la última etapa del Triptyque des Monts et Châteaux. El 21 de abril, Jumbo-Visma anuncia que Per Strand Hagenes se incorporará al primer equipo en 2024 y que tiene contrato con esta formación hasta finales del año 2026.

## Palmarés
2022
- 1 etapa del Triptyque des Monts et Châteaux
- 1 etapa del Tour de Alta Austria
- París-Tours sub-23

2023
- Tour de Drenthe[2]
- 1 etapa del Tour de Olympia
- 1 etapa de los Cuatro Días de Dunkerque
- Giro de Münsterland